# عقلمو از دست دادن (ترانه دان تالیور)
«عقلمو از دست دادن» (به انگلیسی: Lose My Mind) ترانه‌ای از رپر آمریکایی دان تالیور به‌همراهٔ خواننده و رپر آمریکایی دوجا کت است. این ترانه در ۳۰ آوریل ۲۰۲۵ از سوی آتلانتیک رکوردز، اپل ویدئو پروگرامینگ و آرسی‌ای رکوردز به‌عنوان تک‌آهنگ اصلی از آلبوم موسیقی متن فیلم اف۱ (۲۰۲۵) منتشر شد. هردو هنرمند این ترانه‌را همراه‌با تهیه‌کنندگان هانس زیمر، رایان تدر و گرنت بوتین نوشته‌اند.

## پیش‌زمینه و انتشار
در ۲۹ آوریل ۲۰۲۵ حساب‌های رسمی رسانه‌های اجتماعی فیلم فرمول یک، فیلم اف۱ و آلبوم اف۱ ویدئویی با حال‌وهوای فناوری پیشرفته منتشر کردند که در آن دان تالیور و دوجا کت با هم آواز می‌خوانند. همراه‌با این ویدئو با اعلام عنوان آهنگ «عقلمو از دست دادن»و زمان انتشار آن را روز بعد در ساعت ۱۲ ظهر به وقت منطقه شرقی اعلام نمود. این ترانه به‌عنوان نخستین تک‌آهنگ از آلبوم آلبوم اف۱، موسیقی متن رسمی فیلم سینمایی اف۱، منتشر شد. «عقلمو از دست دادن» پس از همکاری دان تالیور با اسپیدی، جی-هوپ و فارل ویلیامز در ترانهٔ «کیف ال‌وی» و همکاری‌های دوجا کت با لیسا و ری در «تولد دوباره» و جک هارلو در «فقط خودمون» در اوایل همان سال منتشر شد. این ترانه دومین همکاری دوجا کت در موسیقی متن فیلم است که پس از ترانهٔ «وگاس» در فیلم الویس (۲۰۲۲) منتشر شده‌است و همچنین بازگشت دان تالیور به موسیقی متن فیلم‌های مسابقه‌ای پس از همکاری‌اش در ترانهٔ «فست لین» به‌همراهٔ لیل دورک و لاتو در فیلم اف۹ (۲۰۲۱) به شمار می‌آید.

## آهنگ‌سازی
«عقلمو از دست دادن» به‌عنوان یک ترانهٔ «پرجنب‌وجوش و الکترونیکی» توصیف شده‌است که دارای «پس‌زمینه‌ای حال‌دار و سینث‌ویو» است.